# Acromyrmex coronatus
Acromyrmex coronatus är en myrart som först beskrevs av Fabricius 1804.  Acromyrmex coronatus ingår i släktet Acromyrmex och familjen myror.

## Underarter
Arten delas in i följande underarter:
- A. c. andicola
- A. c. coronatus
- A. c. globoculis
- A. c. importunus
- A. c. panamensis
- A. c. rectispinus

## Bildgalleri

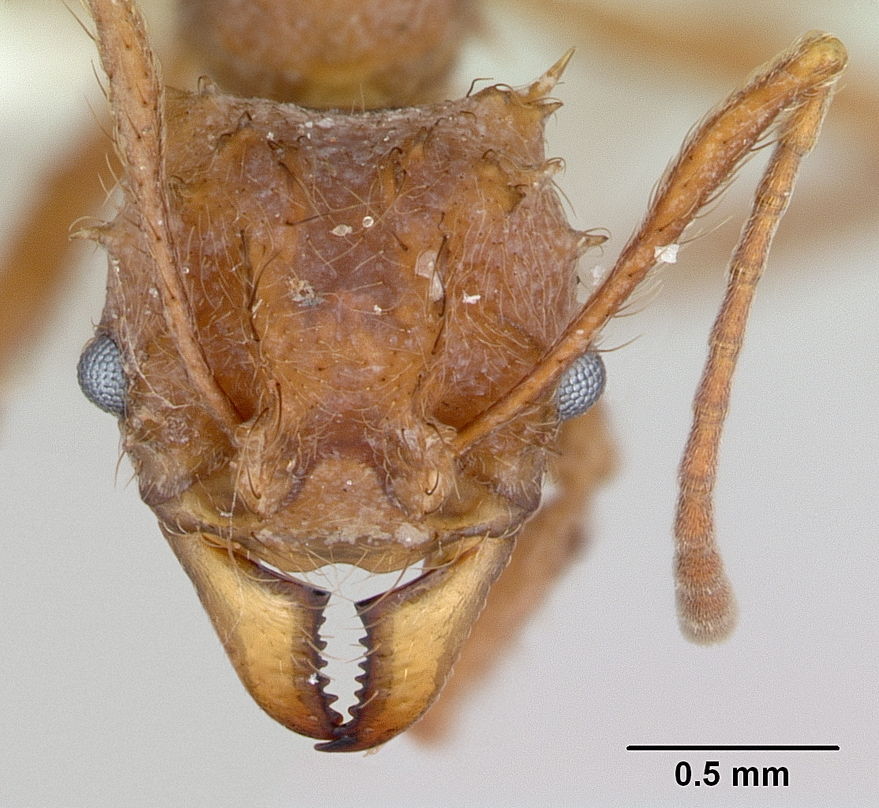